# Deutsches Rotes Kreuz Landesverband Oldenburg
Der Deutsches Rotes Kreuz, Landesverband Oldenburg e.V. ist einer von 19 Landesverbänden des Deutschen Roten Kreuzes (DRK) mit Sitz in Oldenburg. Er hat mehr als 21.000 Mitglieder. Amtierender Präsident ist Helmut Gels, derzeitiger Geschäftsführerin und Vorständin ist Daniela-Florina Udrea.

## Aufgaben
Der Verband nimmt als freiwillige Hilfsgesellschaft für die deutschen Behörden im humanitären Bereich die Aufgaben wahr, die sich aus den Genfer Abkommen von 1949, ihren Zusatzprotokollen und dem DRK-Gesetz ergeben.
Zu diesen Aufgaben gehören insbesondere:
- die Verbreitung von Kenntnissen über das Humanitäre Völkerrecht sowie die Grundsätze und Ideale der Internationalen Rotkreuz- und Rothalbmond-Bewegung,
- die Mitwirkung im Sanitätsdienst der Bundeswehr einschließlich des Einsatzes von Lazarettschiffen,
- die Wahrnehmung der Aufgaben eines amtlichen Auskunftsbüros,
- die Vermittlung von Familienschriftwechseln.[5]

## Geschichte
Ursprung des Verbandes ist der am 2. Januar 1864 in Oldenburg, Hauptstadt des Großherzogtums Oldenburg, gegründete Verein zur Pflege verwundeter Krieger und deren Nachfolgeorganisationen, wie z. B. der Oldenburgische Landesverein vom Roten Kreuz oder dem Oldenburgischen Roten Kreuz. Er ist nach dem Württembergischen Sanitätsverein die zweitälteste Nationale Rotkreuz-Gesellschaft der Welt.

### DRK-Landeshilfe
Von 1946 bis 1949 war in Oldenburg eine besondere Organisation unter der Obhut des DRK-Landesverbandes Oldenburg tätig: die „DRK-Landeshilfe (Verband der Kriegsbeschädigten, Kriegerwitwen und -waisen)“. Die Aufgaben und Zielstellungen dieser DRK-Landeshilfe entsprachen den Aufgaben des Roten Kreuzes:
„Darum hat sich der oldenburgische Landesverband in der Landeshilfe eine eigene Organisation geschaffen, die wie die acht Kreisverbände und die Schwesternschaft Mitglied des Landesverbandes ist, von ihm beaufsichtigt wird. Hand in Hand mit dem Landesverbande und den Kreisverbänden arbeitet und mit diesen der Not der Kriegsbeschädigten und der Witwen und Waisen der Gefallenen nach Möglichkeit abzuhelfen bestrebt ist.“
Von der DRK-Landeshilfe wurden im Jahr 1948 zwei „Wohlfahrsblocks“ herausgegeben. Jeder Block zu 2,50 RM enthielt vier Vignetten ohne gesonderte Nennwertangabe mit bekannten oldenburgischen Gebäuden aus den damals bestehenden acht DRK-Kreisverbänden:
- Block A: dem Einraumhaus (Kreis Vechta), den Gebäuden des Hafens Brake (Wesermarsch), der Kirche in Altenoythe (Kreis Cloppenburg), der Kirche in Zwischenahn (Kreis Ammerland)
- Block B: dem Schloss von Jever und Oldenburg, dem Linoleumwerk Delmenhorst und dem Rathaus von Wilhelmshaven.

Obwohl die Genehmigung dieser Blocks (Auflage: Block A 54.231 Stück, Block B 21.725 Stück) durch die Reichspostdirektion Bremen zunächst vorlag, gelangten sie – durch Einspruch des alliierten Kontrollrates – nur außerhalb des Postbereiches zum Verkauf.

### Auszeichnung
Der DRK-Landesverband Oldenburg erhielt anlässlich seines 125-jährigen Bestehens im Jahr 1989 die durch den DRK-Bundesverband gestiftete Henry-Dunant-Plakette. Diese ca. 10 cm große Plakette aus Meißner Porzellan trägt, neben einem Porträt Henry Dunants, die Inschrift „125 Jahre im Dienst der Menschlichkeit“.
Am 14. März 2017 wurde dem Landesverband durch den Präsidenten des DRK, Rudolf Seiters, auch die zum 150-jährigen Bestehen des DRK gestifteten Henry-Dunant-Plakette verliehen. Sie unterscheidet sich lediglich in der Inschrift „150 JAHRE IM ZEICHEN DER MENSCHLICHKEIT“.

## Präsidenten des DRK-Landesverbandes
| Zeitraum    | Präsident           |
| ----------- | ------------------- |
| 1945 – 1952 | Wilhelm Ahlhorn     |
| 1952 – 1960 | Johannes Brahms     |
| 1960 – 1967 | Hermann Scherbening |
| 1967 – 1973 | Ekhard Koch         |
| 1973 – 1983 | Eduard Haßkamp      |
| 1983 – 1991 | Jasper Osterloh     |
| 1991 – 1997 | Friedrich Höse      |
| 1997 – 2000 | Heino Niemann       |
| 2000 – 2018 | Dieter Holzapfel    |
| 2018 – 2019 | Karin Evers-Meyer   |
| seit 2020   | Helmut Gels         |

## Gliederung und Aufbau
Der DRK-Landesverband Oldenburg ist ein eingetragener Verein in der zweiten Ebene der Organisationsstruktur. Das Kennzeichen des Verband ist das völkerrechtlich anerkannte Rote Kreuz auf weißem Grund. Das Recht zur Führung wird durch den Bundesverband vermittelt.

### Mitgliedsverbände
Das Gebiet des DRK-Landesverbandes Oldenburg ist fast deckungsgleich mit dem früheren Großherzogtum Oldenburg (ohne die Fürstentümer Lübeck und Birkenfeld) und späteren Verwaltungsbezirk Oldenburg. Er besteht aus 10 Kreisverbänden und 5 Ortsvereinen.
Die Kreisverbände sind:
- Ammerland e.V.
- Cloppenburg e.V.
- Delmenhorst e.V.
- Jeverland e.V.
- Oldenburg-Land e.V.
- Oldenburg-Stadt e.V.
- Varel Friesische Wehde e.V.
- Vechta e.V.
- Wesermarsch e.V.
- Wilhelmshaven e.V.

Die Oldenburgische Schwesternschaft vom Roten Kreuz mit Sitz in Sande unterhält in Oldenburg ein DRK-Alten- und Pflegeheim. Die DRK-Schwesternschaft „Übersee“ hatte im Gebiet des DRK-Landesverbandes (Wilhelmshaven) ebenfalls ihren Sitz.

### Einrichtungen und Beteiligungen

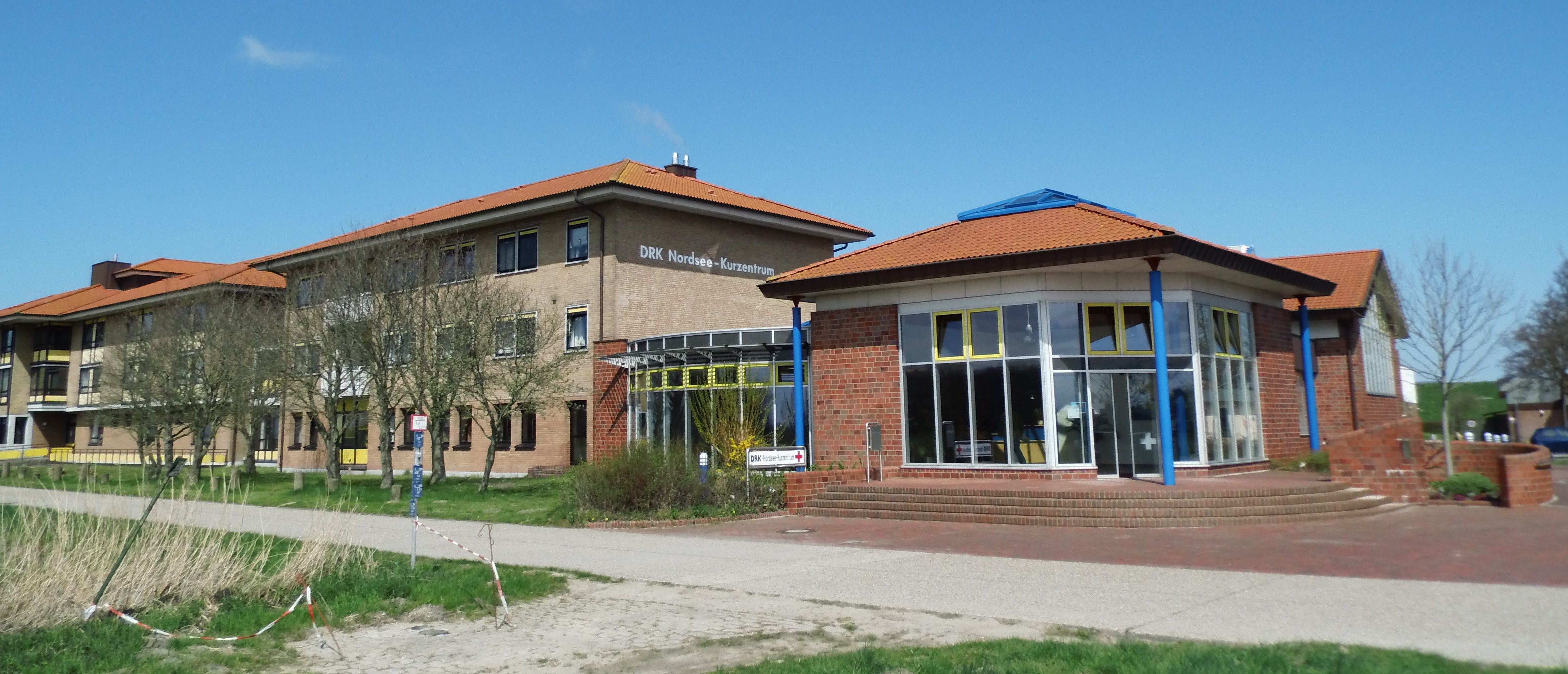
DRK-Nordsee-Kurzentrum Schillig, Träger: DRK-Landesverband Oldenburg

Der Verband betreibt außer der Landesgeschäftsstelle das DRK-Nordsee-Kurzentrum Friesland, die DRK-Villa Kunterbunt Wangerooge und die DRK-Senioren-Wohnanlage Oldenburg.
Darüber hinaus ist der Verband in einer Gesellschaft bürgerlichen Rechts mit der Toto-Lotto-Stiftung Hannover verbunden und verwaltet ein Alten- und Pflegeheim in Oldenburg.
Mit dem DRK-Kreisverband Cloppenburg und dem DRK-Kreisverband Oldenburg-Land ist er Gesellschafter des DRK-Bildungszentrum Oldenburg.
Gemeinsam mit den DRK-Landesverbänden Niedersachsen, Sachsen-Anhalt, Thüringen und Bremen ist der DRK-Landesverband Oldenburg Gesellschafter des DRK-Blutspendedienstes NSTOB mit einem Institut in Oldenburg.

## Ehrenzeichen

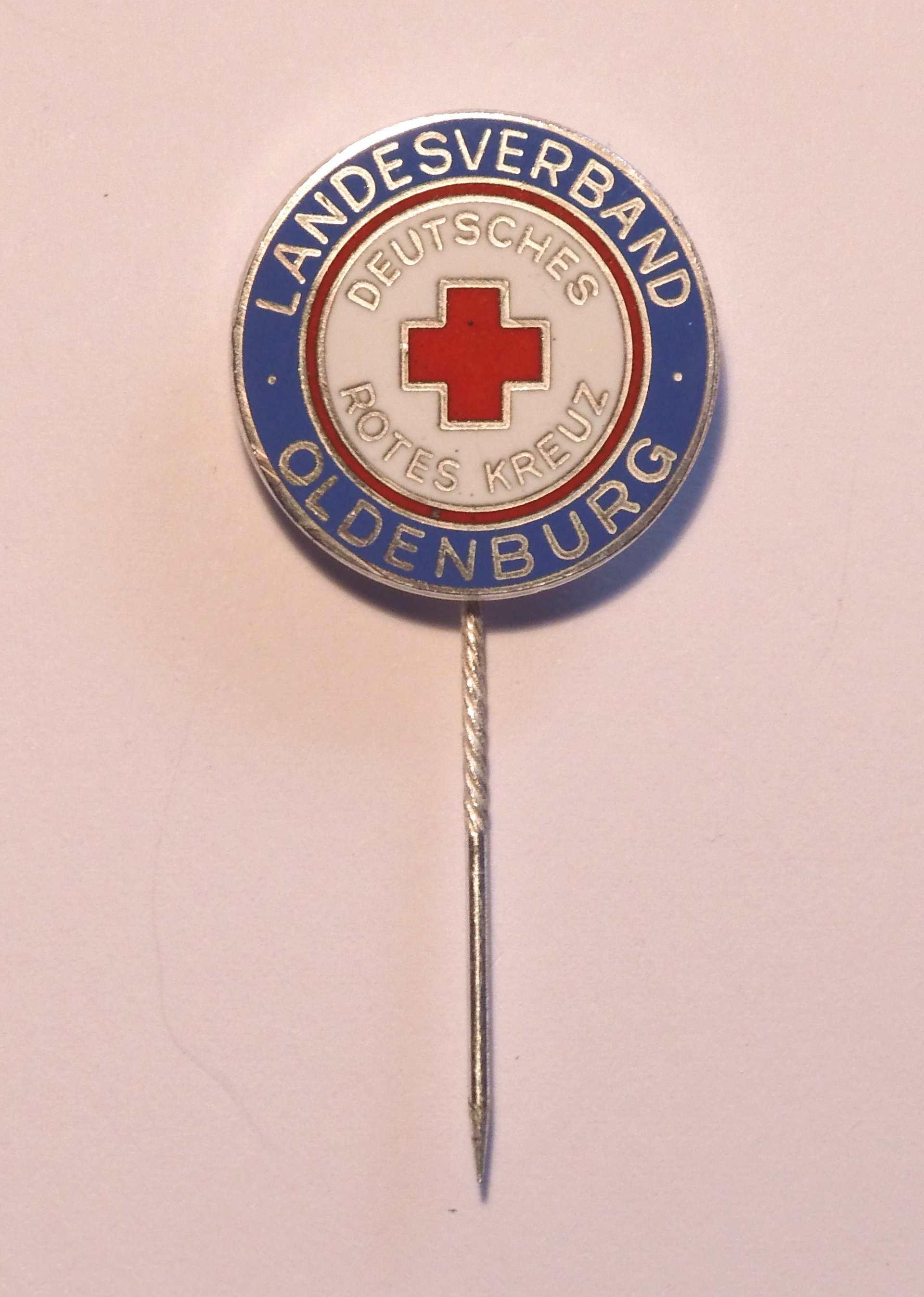
Ehrennadel des DRK-Landesverbandes Oldenburg. Gestiftet 1975 durch den Vorstand des DRK-Landesverbandes Oldenburg.

Der DRK-Landesverband Oldenburg verleiht seit 1975 für Verdienste um den Landes- und die Kreisverbände die Ehrennadel des DRK-Landesverbandes. Sie wurde durch den Vorstand des DRK-Landesverbandes am 12. August 1975 gestiftet. Es handelt sich dabei um eine runde, weiß emaillierte Plakette mit rotem Kreuz und rotem Madaillonring, Umschrift innen silbern „DEUTSCHES ROTES KREUZ“, außen blaues Schriftband mit silberner Inschrift „LANDESVERBAND OLDENBURG“. Die Rückseite ist glatt-silbern. Größe im Durchmesser: 2,2 cm; Gesamthöhe: 5 cm. Der erste Ausgezeichnete war Anton Günther Herzog von Oldenburg „in dankbarer Anerkennung seiner Verdienste um den Landesverband Oldenburg“.
Für die Mitarbeit bei der Flüchtlingskrise in Deutschland ab 2015 wurden am 8. August 2016 eine Anzahl von ca. 300 ehrenamtlichen Helfern der oldenburgischen Kreisverbände eine Ehrennadel durch die niedersächsische Sozialministerin Cornelia Rundt und DRK-Präsident Dieter Holzapfel verliehen. Es handelt sich dabei um eine runde, blaue Plakette mit rotem Kreuz, jeweils goldene Schrift oben „Flüchtlingshilfe 2015/2016“ und unten „DRK-LV Oldenburg“. Größe im Durchmesser: 1,5 cm; Gesamthöhe: 5,5 cm. Die Herrenausführung hat eine lange Nadel; die Damenausführung eine kleine Sicherheitsnadel.
Seit 2017 verleiht der Verband eine neu gestiftete Verdienstmedaille. Sie wird in einer Klasse als Anstecknadel verliehen und trägt in der Mitte das Rote Kreuz auf weißem Grund, außen einen mattgoldenen Lorbeerkranz, dazwischen umlaufend die Schrift „OLDENBURGISCHES ROTES KREUZ“ in mattgold.